# Willy Pizzi
Willy Pizzi (Lecce, 28 de diciembre de 1994) es un futbolista italiano, nacionalizado liechtensteiniano, que juega en la demarcación de delantero para el USV Eschen/Mauren de la 1. Liga.

## Selección nacional
Tras jugar en las categorías inferiores de la selección, finalmente hizo su debut con la selección de Liechtenstein el 22 de marzo de 2025 en un encuentro de clasificación para la Copa Mundial de Fútbol de 2026 contra Macedonia del Norte que finalizó con un resultado de 0-3 a favor del combinado macedonio tras los goles de Aleksandar Trajkovski, Visar Musliu y Bojan Miovski.

## Clubes
| Club                      | País          | Año       | Partidos | Goles |
| ------------------------- | ------------- | --------- | -------- | ----- |
| SSC Ancona                | Italia        | 2013-2015 | 25       | 4     |
| FC Balzers                | Liechtenstein | 2015      | 12       | 8     |
| FC Tuggen                 | Suiza         | 2015-2016 | 22       | 7     |
| FC Linth 04               | Suiza         | 2016-2019 | 72       | 36    |
| SC Brühl                  | Suiza         | 2019-2020 | 17       | 3     |
| SC Young Fellows Juventus | Suiza         | 2020-2021 | 6        | 0     |
| FC Linth 04               | Suiza         | 2021      | 0        | 0     |
| Zug 94                    | Suiza         | 2021-2022 | 22       | 7     |
| FC Balzers                | Liechtenstein | 2022-2023 | 29       | 22    |
| USV Eschen/Mauren         | Liechtenstein | 2023-     | 46       | 15    |